# Калмазивское урочище
Калмазивское урочище (укр. Калмазівське) — заповедное урочище местного значения на Украине. Расположено в пределах Ольшанской поселковой общины Голованевского района Кировоградской области, недалеко от села Калмазово. Площадь заказника составляет 10 га. Образовано согласно решению Кировоградской областной рады от 28 августа 1994 года.